# Ken Jeong
Kendrick Kang-Joh Jeong (nascido em 13 de julho de 1969), também conhecido como "Dr. Ken", é um comediante, ator, médico americano. É muito conhecido por interpretar Ben Chang na série de comédia Community na NBC.
Em 2010, Ken Jeong virou um meme popular na internet, pela sua fala "Ha Gay"

## Início da vida e da carreira médica
Jeong nasceu em Detroit, Michigan. Filho do casal de coreanos imigrantes, Young e Dong-Kuen Jeong, que foi professor na Universidade Estadual A&T da Carolina do Norte em Greensboro, Carolina do Norte por 35 anos.  Jeong cresceu em Greensboro, E estudou na Walter Hines Page High School, onde ele participou da equipe de competições de QI, tocou violino na orquestra, e foi eleito para o conselho estudantil. Graduou-se aos 16 e por suas realizações ganhou o título de Jovem do Ano. Ele completou os seus estudos de graduação na Universidade de Duke, em 1990, e alcançou sua graduação em medicina na University of North Carolina em Chapel Hill, em 1995. Em seguida, ele completou sua residência de Medicina no Centro Médico Ochsner, em Nova Orleans , enquanto desenvolvia seu número de stand-up.

## Carreira no Show business
Sua grande chance veio quando ele ganhou o Big Easy Laff-Off, dos quais o presidente da NBC Brandon Tartikoff e fundador Improv Budd Friedman eram juízes. Ambos persuadiram Jeong a se mudar para Los Angeles, e ele começou a se apresentar regularmente no Improv e clubes de comédia Laugh Factory.
As aparições e improvisos de Jeong no teatro o levaram a várias aparições na televisão, incluindo The Office, da NBC, HBO, Entourage e Curb Your Enthusiasm. Ken fez sua estréia no cinema como Kuni Dr. Judd Apatow no, Ligeiramente Grávidos, que provou ser um sucesso. Posteriormente, ele apareceu em Pineapple Express, Role Models como o rei Argotron, Maluca Paixão, The Goods: Live Hard, Sell Hard,Encontro de Casais, e, como Mr. Chow em Se Beber, Não Case. Ele apareceu em 2010 em Furry Vengeance e foi co-estrela em Zookeeper, prevista para 2011.
Atacou (kayfabe) o lutador John Cena com um bastão, no episódio da WWE Raw, em 3 de agosto de 2009.
Jeong atua na série Community, sitcom da NBC, como Señor Chang.
Jeong foi nomeado para dois 2010 MTV Movie Awards, ganhando o prêmio de Melhor Momento WTF, bem como foi nomeado para o MTV Movie Award de Melhor Vilão por Se Beber Não Case.
Jeong foi também nomeado para "Breakout Star Masculino" para Comunidade em 2010 no Teen Choice Awards.
No outono de 2010, o basquete Adidas começou uma campanha de marketing amplo no qual Jeong estrelas como o personagem "Slim Chin" ao lado de estrelas da NBA Dwight Howard e Derrick Rose.
Ken Jeong sediará o 2011 Billboard Music Awards, em Las Vegas em 22 de maio.
Ken Jeong também participou no videoclipe da música «Boombox» da cantora Laura Marano, em 2016.
Ken Jeong participou do MV de Waste On Me, do boy group de kpop BTS em 2018

## Vida pessoal
Esposa de Jeong, Tran Ho, é também uma médica. Juntos, eles têm duas filhas gêmeas, Alexa e Zooey.

## Filmografia
| Filmes             | Filmes                            | Filmes               | Filmes                                                             |                           |
| Ano                | Título                            | Papel                | Título no Brasil                                                   | Título em Portugal        |
| ------------------ | --------------------------------- | -------------------- | ------------------------------------------------------------------ | ------------------------- |
| 2018               | Goosebumps 2: Haunted Halloween   | Mr. Chu              | br: Goosebumps 2 - Halloween Assombrado                            |                           |
| 2017               | Killing Hasselhoff                | Chris                | br: Medidas Desesperadas                                           |                           |
| 2016               | Ride Along 2                      | A.J.                 | br: Policial em Apuros 2                                           |                           |
| 2015               | The DUFF                          | Mr. Arthur           | br: D.U.F.F.                                                       |                           |
| 2014               | Penguins of Madagascar            | Pavio Curto          | br: Os Pinguins de Madagascar                                      |                           |
| 2013               | The Hangover 3                    | Leslie Chow          | br: Se Beber, Não Case! Parte 3                                    | pt: A Ressaca - Parte III |
| 2013               | Turbo                             | Kim-Ly (voz)         | br: Turbo                                                          |                           |
| 2013               | Pain & Gain                       | Johnny Wu            | br: Sem Dor, Sem Ganho                                             |                           |
| 2011               | "The Muppets"                     | Professor De Luta    | br: Os Muppets: O Filme                                            |                           |
| 2011               | Zookeeper                         | Venom                | br: O Zelador Animal                                               |                           |
| 2011               | Transformers: Dark of the Moon    | Jerry Wang           | br: Transformers: O Lado Oculto da Lua                             |                           |
| 2011               | The Hangover 2                    | Leslie Chow          | br: Se Beber, Não Case! Parte 2                                    | pt: A Ressaca - Parte II  |
| 2011               | Big Mommas: Like Father, Like Son | Carteiro             | br: Vovó... Zona 3                                                 |                           |
| 2010               | Vampires Suck                     | Daro                 | br: Os Vampiros que se Mordam                                      |                           |
| 2010               | Despicable Me                     | Cientista            | br: Meu Malvado Favorito                                           |                           |
| 2010               | Furry Vengeance                   | Neal Lyman           | br: Deu a Louca nos Bichos                                         |                           |
| 2010               | How to Make Love to a Woman       | Curtis               | br: Como Fazer Amor Com Uma Mulher                                 |                           |
| 2009               | Couples Retreat                   | Therapeuta           | br: Encontro de Casais                                             |                           |
| 2009               | All About Steve                   | Angus                | br: Maluca Paixão                                                  |                           |
| 2009               | The Goods: Live Hard, Sell Hard   | Teddy                | br: Carros Usados Vendedores Pirados                               |                           |
| 2009               | The Hangover                      | Leslie Chow          | br: Se Beber, Não Case                                             | pt: A Ressaca             |
| 2008               | Role Models                       | Rei Argotron         | br: 'Faça o Que Eu Digo, Não Faça o Que Eu Faço                    |                           |
| 2008               | Pineapple Express                 | Ken                  | br: Segurando as Pontas                                            |                           |
| 2008               | Step Brothers                     | agente de emprego    | br: Quase Irmãos                                                   |                           |
| 2007               | Knocked Up                        | Dr. Kuni             | br: Ligeiramente Grávidos                                          |                           |
| Televisão          |                                   |                      |                                                                    |                           |
| ano                | Titulo                            | Papel                | Notas                                                              |                           |
| 1997               | The Big Easy                      | Dr. Tang             | Episodio: Night Music                                              |                           |
| 1998               | Black Jag                         | Kurt                 | TV-pilot                                                           |                           |
| 2001               | The Downer Channel                | Dono da Loja         | Episodio: 1.2                                                      |                           |
| 2002               | Girls Behaving Badly              | Varios Personagens   |                                                                    |                           |
| 2003               | Cedric the Entertainer Presents   | Trovão Asiático      |                                                                    |                           |
| 2003–2005          | MADtv                             | Varios Personagens   | 4 episodios                                                        |                           |
| 2004               | Significant Others                | Ginecologista        |                                                                    |                           |
| 2004               | Crossing Jordan                   | Steve Choi           | Episodio: Slam Dunk                                                |                           |
| 2004               | Grounded for Life                 | Proprietário         | Episodio: I'm Looking Through You                                  |                           |
| 2005               | Two and a Half Men                | Enfermeiro           | Episodio: Woo-Hoo, a Hernia-Exam!                                  |                           |
| 2005               | Mind of Mencia                    | Ken                  |                                                                    |                           |
| 2005               | Jimmy Kimmel Live!                | Astronauta           | Episodio: Julho 29, 2005                                           |                           |
| 2005               | The Office                        | Bill                 | Episodio: E-mail Surveillance                                      |                           |
| 2006               | Three Strikes                     | Roido's Interpreter  | TV-Pilot                                                           |                           |
| 2006               | Entourage                         | Gerente de Cafeteria | Episodio: The Release                                              |                           |
| 2007               | The Shield                        | Skip Osaka           | Episodio: Back to One                                              |                           |
| 2007               | Curb Your Enthusiasm              | Homem em Jersey # 1  | Episodio: The Anonymous Donor                                      |                           |
| 2007               | Boston Legal                      | Legista Myron Okubo  | Episodio: The Innocent Man                                         |                           |
| 2008               | Held Up                           | Doutor               | TV-pilot                                                           |                           |
| 2008               | 'Til Death                        | Dr. Park             | Episodio: Snip/Duck e Episodio: Circumdecision                     |                           |
| 2008               | Worst Week                        | Phil                 | Episodio: The Bird e Episodio: The Apartment                       |                           |
| 2009               | Off Duty                          | Jackie Chan          | TV-Piloto                                                          |                           |
| 2009               | American Dad!                     | Dr. Perlmutter       | Episodio: Family Affair e Episodio: Every Which Way But Lose       |                           |
| 2009               | Party Down                        | Alan Duk             | Sin Say Shun Awards After Party Stennheiser-Pong Wedding Reception |                           |
| 2009               | Men of a Certain Age              | Kuo                  | Episodio: Pilot                                                    |                           |
| 2009–presente      | Community                         | Señor Ben Chang      | Recorrente na 1ª e 2ª temporadas, regular desde a 3ª               |                           |
| 2012               | Mary Shelley's Frankenhole        | Todo Mundo           | Episodio: Maly Sherrey's Hyralius, Mutant Monster!                 |                           |
| 2015               | Glee                              | Pierce Pierce        | Episodios: 6 e 8 6ª temporada                                      |                           |
| Séries de Internet |                                   |                      |                                                                    |                           |
| ano                | Titulo                            | Papel                | Notas                                                              |                           |
| 2012               | Burning Love                      | Bailarino            | Temporada 1                                                        |                           |